# Saint-Denis-d'Oléron
Saint-Denis-d'Oléron è un comune francese di 1 374 abitanti situato nel dipartimento della Charente Marittima nella regione della Nuova Aquitania.
È uno dei comuni francesi che il 17 dicembre 1999 è stato devastato dalla tempesta Martin.

## Società

### Evoluzione demografica
Abitanti censiti